# Patellapis cinctulella
Patellapis cinctulella är en biart som först beskrevs av Cockerell 1946.  Patellapis cinctulella ingår i släktet Patellapis och familjen vägbin. Inga underarter finns listade i Catalogue of Life.